# PalaPoli
Il PalaPoli, precisamente Palazzetto dello Sport Giosuè Poli, è un palazzetto dello sport di Molfetta. Intitolato all'omonimo dirigente sportivo e atleta molfettese del Novecento.
La superficie è in parquet, ma viene ricoperta da un tappeto in gomma durante le partite di pallavolo.

## Uso Sportivo
Ospita gli incontri casalinghi della Virtus Basket Molfetta, squadra di pallacanestro militante nel campionato di Serie B interregionale, della Pallacanestro Molfetta, squadra di pallacanestro di divisione nazionale C, della Pallavolo Molfetta squadra di pallavolo, e delle Aquile Molfetta, squadra di calcio a 5. È dotato di circa 2 200 posti a sedere. Inoltre, è sede di gare di campionato giovanili e locali di pallacanestro, pallavolo e calcio a 5.
Nel 2005 ha ospitato il XXI European Junior Top 12 di tennistavolo.
A luglio 2009 è stata la sede di un quadrangolare di pallacanestro maschile per le nazionali under 20 di Italia, Russia, Croazia e Israele.
Nel 2013 la promozione dell'Exprivia Pallavolo Molfetta in serie A1, portò la necessità di ampliare la capienza del palazzetto ad un minimo di 2.200 spettatori nel rispetto dei paramenti imposti dalla federazione volley nazionale. Adesso si presenta con molti più posti multicolore, collocati al posto delle due curve e di una tribuna.
Inoltre ospita manifestazioni scolastiche.

## Spettacoli
Ospita anche manifestazioni non sportive come spettacoli, fiere ed altri eventi.